# Oleksandr Holoschtschapow
Oleksandr Holoschtschapow (ukrainisch Олександр Голощапов, beim Weltschachbund FIDE Alexander Goloshchapov; * 25. Januar 1978 in Charkiw, Ukrainische SSR) ist ein ukrainischer Schachmeister.

## Leben
Holoschtschapow siegte oder belegte vordere Plätze in mehreren Turnieren: 3.–4. Platz beim Turnier in Orjol (1997), 3.–4. Platz beim 4. Golden Cleopatra Open in Kairo (2000), 3. Platz beim Turnier in Miskolc (2004) und 1. Platz beim Turnier im elsässischen Mülhausen (2004).
Seit 1999 trägt er den Großmeister-Titel. Seit 2002 arbeitet er als Trainer und trägt seit 2015 den Titel eines FIDE Senior Trainer. Zu seinen Schülern gehört unter anderen Parimarjan Negi.

## Vereine
In der deutschen Schachbundesliga spielte Holoschtschapow von 2006 bis 2012 für den SC Remagen. In Belgien spielt er beim KSK 47 Eynatten, mit dem er 2004, 2005, 2006 und 2010 Meister wurde, in Ungarn von 2000 bis 2002 beim Csuti Antal SK Zalaegerszeg, mit dem er 2002 ungarischer Mannschaftsmeister wurde. In Luxemburg spielte Holoschtschapow in der Saison 2004/05 beim Meister De Sprénger Echternach, in Frankreich in der Saison 2003/04 bei Mulhouse Philidor.